# سیلیس رسوبی
سیلیس رسوبی (Precipitated silica) یک نوع سیلیس (دی‌اکسید سیلیسیم، SiO2) می‌باشد که از طریق سنتز شیمیایی با استفاده از فرایند رسوب دهی فرآوری می‌شود. به همین دلیل به آن سیلیس رسوبی گفته می‌شود تا از انواع سیلیس‌های تولید شده به روش‌های دیگر و همچنین کوارتز که نوعی سیلیس یافت شده در طبیعت می‌باشد، متمایز گردد. این ماده به شکل پودری سفید رنگ و معمولاً بسیار سبک (دارای چگالی ظاهری بسیار پایین) می‌باشد.
از ویژگی‌های اصلی سیلیس رسوبی می‌توان به خلوص بالا (معمولا بالای ۹۷ درصد وزنی)، سطح ویژه و تخلخل بالا و همچنین دارا بودن ساختار آمورف (غیر کریستالی) اشاره کرد. خوشبختانه، مورد آخر سبب عدم بروز عوارض ریوی ناشی از تنفش غبار سیلیس کریستالی مرسوم به سیلیکوزیس گردیده است.
سیلیس با خلوص بالا و به شکل پودری در صنعت یا از طریق آسیاب کردن (میکرونیزه کردن) سنگ استخراج شده از معادن سیلیس فرآوری می‌شود یا اینکه به روش‌های شیمیایی تولید می‌گردد. سیلیس بدست آمده از سنگ معدن (سیلیس معدنی) عمدتاً دارای ساختار کریستالی کوارتز یا کریستوبالیت می‌باشد. سیلیس معدنی دارای سطح ویژه و تخلخل بسیار پایین می‌باشد. متقابلاً، سیلیس تولید شده به روش‌های شیمیایی (سیلیس سنتزی) عمدتاً دارای ساختار آمورف و سطح ویژه و تخلخل بسیار بالایی می‌باشد. به همین دلیل دارای کاربردهای فراوانی در صنعت می‌باشد. سیلیس سنتزی به دو شکل رایج در صنعت تولید می‌شود: سیلیس رسوبی و سیلیس پیروژنیک (فیومد سیلیکا، اروزیل)
سیلیس رسوبی بیشترین میزان مصرف سیلیس سنتزی را در جهان به خود تخصیص داده است. عمده‌ترین مصرف سیلیس رسوبی در صنعت تایر سازی می‌باشد که اصطلاحاً به کربن بلک سفید نیز شناخته می‌شود.

## روش تولید
متداول‌ترین روش تولید صنعتی سیلیس رسوبی از طریق خنثی سازی سیلیکات‌های قلیایی با استفاده از یک اسید معدنی می‌باشد. در دسترس‌ترین مواد اولیه برای این کار سیلیکات سدیم و اسید سولفوریک می‌باشند.

## تاریخچه
در دهه ۲۰ میلادی، اختراع بزرگی در مورد سیلیس رخ داد و آن تولید سیلیس رسوبی بود. شرکت‌های آلمانی روشی صنعتی را گسترش دادند که می‌توانستند سیلیس را از طریق رسوب دادن (Precipitation) سیلیس از داخل محلول سدیم سیلکات (Sodium Silicate) تولید کنند. این پودر، علاوه بر سختی و خواص مکانیکی و شیمیایی بالای سیلیس، دارای اندازه ذرات ریز و یکدست و مهم‌تر از همه، سطح ویژه بسیار بالایی است. سطح ویژه بالای سیلیس رسوبی (Precipitated Silica) به دلیل ایجاد خلل و فرج در طی فرآیند رسوب دهی است. سطح ویژه بالا از این لحاظ اهمیت دارد که سطح فعال بیشتری را ایجاد می‌کند. این ویژگی در صنعت لاستیک سازی در دهه ۵۰ و ۶۰ میلادی خود را نشان داد. تولیدکنندگان تایر به جای کربن بلک (دوده) از سیلیس رسوبی برای افزایش مقاومت به سایش تایرها استفاده کردند و نتایج بسیار خوبی گرفتند. امروزه، سیلیس رسوبی بخش جدایی‌ناپذیر صنعت تایرسازی به شمار می‌رود.
امروزه، سیلیس رسوبی به دلیل خلوص بالا و همچنین سطح ویژه بالا، کاربردهای متعددی در صنایع مختلف پیدا کرده است. قابلیت توزیع‌پذیری این پودر با مواد مختلف و خواص ویژه‌ای که می‌تواند داشته باشد، باعث شده تا سریعا در صنایع گوناگونی همچون پلاستیک، رنگ، مواد شیمیایی، داروسازی، آرایشی و بهداشتی مورد استفاده قرار گیرد. 
سیلیس رسوبی، اصطلاحی است که در ایران ناشناخته است، اما این محصول به طور گسترده در صنعت مورد استفاده قرار می‌گیرد. به دلیل واردات از کشورهای مختلف، به ویژه آلمان، اسم های تجاری متنوعی برای این ماده در ایران رایج شده است. در صنعت تایرسازی، برند "اولتراسیل" (Ultrasil) که توسط شرکت اوانیک تولید می‌شود، بسیار شناخته شده است. حتی گریدهای چینی و هندی نیز با همین نام "اولتراسیل" در ایران معرفی می‌شوند. همچنین، نوع دیگری از سیلیس به نام "فیومد سیلیکا" (fumed silica) در جهان شناخته شده است که با برند معروف "اروزیل" (Aerosil) از شرکت اوانیک در ایران بسیار شناخته شده است. گریدهای چینی و هندی نیز در ایران با نام "اروزیل" جا افتاده اند.
از سال 1400، شرکت رایان پودر در ایران توانسته است با بهره‌گیری از دانش فنی متخصصان دانشگاه شریف و دانشگاه کالیفرنیا، فرایند تولید سیلیس رسوبی را با برند "رایاسیل" (Rayasil) به صورت صنعتی بومی‌سازی کند و این محصول ارزشمند را در سطح گسترده در دسترس صنعتگران قرار دهد.

## ویژگی ها
سیلیس رسوبی، به دلیل اینکه توسط انسان تولید می‌شود، می‌تواند با ویژگی‌های متفاوتی تولید گردد. ترکیب خاصی از این ویژگی‌ها، شخصیت منحصربه‌فرد سیلیس رسوبی را شکل داده و باعث می‌شود هر کدام بتوانند در کاربردها و محصولات مختلف، اثربخشی متفاوتی از خود نشان دهند. مهم‌ترین این ویژگی‌ها که در شرایط تولید قابل کنترل هستند، عبارتند از:
توزیع اندازه ذرات (Particle size distribution): سیلیس رسوبی از ذرات بسیار ریزی در حد میکرونی تشکیل شده است و هر چه این ذرات توزیع یکنواخت‌تری داشته باشند، خواص نزدیک‌تری به یکدیگر پیدا می‌کنند. با انجام آنالیز اندازه ذرات (Particle Size Distribution) با دستگاه‌های پیشرفته، می‌توان توزیع اندازه ذرات را به صورت نموداری که معمولاً به شکل توزیع نرمال و زنگوله‌ای است، به دست آورد. این نمودار سه عدد مربوط به اندازه ذرات میانگین (d50)، کمینه (d10) و بیشینه (d90) را ارائه می‌دهد که معمولاً بین 1 تا 100 میکرون (μm) قرار دارند. در کاربردهای مختلف، ترکیب بهینه‌ای از این اعداد، بالاترین اثربخشی را ایجاد می‌کند.
سطح ویژه (Surface Area): میزان خلل و فرجی که در سطح ذرات سیلیس رسوبی به وجود میاید با کنترل شرایط تولید قابل تغییر می باشد. برای اندازه گیری سطح ویژه از آنالیز BET استفاده می شود که عددی رو به عنوان اندازه سطح ویژه با واحد مترمربع بر گرم (m2/g) ارایه می شود. هرچه سطح ویژه بالاتر می رود یک پودر با حجم بالاتر (چگالی پایین تر) بوجود می آید که در بعضی کاربردها موثر تر می باشد ولی در برخی از کاربردها سطح ویژه پایین تر مورد نیاز است. در برخی صنایع یک سطح ویژه متوسط مورد نظر می باشد. بازه سطح ویژه سیلیس رسوبی بسیار گسترده است چیزی بین 30 تا 900 می تواند باشد.
جذب روغن (Oil Absorption): یکی از خواص اصلی سیلیس رسوبی قابلیت جذب مایعات می باشد که معمولا با آزمایشی به نام جذب روغن با یک روش استاندارد بین المللی (ISO 19246) با روغن DOA اندازه گیری شده و به صورت واحد میلی گرم روغن در صد گرم سیلیس رسوبی (g/100g)  بیان می شود. در کاربردهای مختلف از جذب روغن بالا بهره می برد و در برخی دیگر از جذب روغن های پایین. این اعداد معمولا بین 50 تا 500 می باشند.
آبدوستی/آبگریزی (Hydrophilic/Hydrophobic): سیلیس رسوبی به خودی خود، دارای سطح آبدوست بوده و با مولکول‌های ناقطبی مانند آب به خوبی ارتباط برقرار می‌کند. اگرچه در برخی کاربردها که مولکول‌های قطبی وجود دارند، این ویژگی مورد علاقه نیست. با انجام اصلاح سطحی (Surface Treatment) بر روی سیلیس رسوبی با مولکول‌های ارگانیک که عمدتاً بر پایه سیلان (Silane) هستند، می‌توان باعث ایجاد خاصیت آبگریزی در این مواد شد. این موضوع باعث بهبود توزیع‌پذیری این مواد، به ویژه در صنعت لاستیک می‌گردد.
حجم حفرات (Pore Volume):علاوه بر اندازه سطح ویژه که یک ویژگی مهم سیلیس رسوبی است، حجم حفرات نیز در برخی کاربردها از اهمیت ویژه ای برخوردار است. تست آنالیز BET علاوه بر عدد سطح ویژه یک پارامتر مهم دیگر به اسم حجم حفرات (Pore Volume) را نیز گزارش می دهد که باعث می شود پودرهایی با سطح ویژه یکسان ولی حجم حفرات مختلف را از همدیگر متمایز کرد. در برخی کاربردها حجم حفرات اهمیت بسیاری دارند. به طور معمول ذرات با حجم حفرات بزرگتر قابلیت ترکیب پذیری بهتری با مواد پایه بوجود می آورند زیرا که مواد دیگر میتوانند براحتی در حفرات نفوذ پیدا کرده و یکدستی بیشتری برای سیلیس رسوبی در ساختار آنها بوجود می آورد.  این معیار که با مترمکعب بر گرم سیلیس رسوبی (cm3/g) گزارش می شود در دیتاشیت بسیاری از شرکت ها ارائه نمی شود و معمولا توسط گروه تحقیق و توسعه شرکت های مصرف کننده بررسی می شود.
شکل ظاهری (Physical Form): به دلیل اینکه سیلیس رسوبی یک پودر با سطح ویژه نسبتاً بالا است، گرد و غبار زیادی در هنگام انتقال و استفاده ایجاد می‌کند که می‌تواند باعث دشوار شدن استفاده از آنها شود. به همین دلیل، با گرانول کردن این مواد به صورت ذرات درشت‌تر می‌توان از این مشکل جلوگیری کرد. نکته اساسی گرانول شدن این است که پس از انتقال، با ایجاد گرد و غبار بسیار کمتر، به راحتی با نیروی بسیار کمی از هم جدا شده و به ابعاد پودری خود بازمی‌گردند. برخی شرکت‌های تولیدکننده سیلیس رسوبی، هر دو شکل پودری (Powder) و گرانول (Granule) را به مشتریان خود ارائه می‌دهند.

## کاربردها
تقویت کننده (Reinforcement):
با وجود کاربردهای گسترده لاستیک در جهان، یکی از نقاط ضعف آن، مقاومت پایین در برابر سایش و حرارت است. اما خوشبختانه، سیلیس رسوبی به دلیل سختی ذاتی بالا، باعث تقویت چشمگیر خواص مکانیکی، حرارتی و شیمیایی لاستیک می‌شود. این ویژگی منحصر به فرد، در تقویت محصولات لاستیکی مختلف مانند تایر و واشر به طور گسترده استفاده می‌شود. همچنین سطح ویژه بالای سیلیس رسوبی، امکان ترکیب‌پذیری بسیار خوب آن با مواد اولیه لاستیک را قبل از پخت فراهم می‌کند. به طوری که این ماده به صورت یکنواخت در ساختار لاستیک توزیع شده و خواص ویژه خود را به این محصول منتقل می‌کند.
غلظت دهنده و مکمل تیتان (Thickener and Titan Extender):
سیلیس رسوبی به دلیل سطح ویژه و خلل و فرج بالای خود، می‌تواند به خوبی در محلول‌های مختلف توزیع شده و باعث افزایش غلظت و کنترل ریولوژی مایعات شود. همچنین به علت مقاومت بالا در برابر خوردگی اسیدی و بازی، در پوشش‌ها باعث محافظت در برابر خوردگی می‌شود. در صنعت رنگ و رزین نیز از سیلیس رسوبی به عنوان یک پرکننده بسیار عالی استفاده می‌شود و حتی با حفظ پوشش رنگ، از مصرف رنگدانه سفید (تیتان) کاهش می‌دهد. همچنین افزودن آلومینیوم به ساختار سیلیس رسوبی، باعث تولید آلومینوسیلیکات رسوبی می‌شود که در صنعت رنگ به عنوان یک عضو جدانشدنی برای ایجاد خواص غلظت دهندگی و پوشش دهی استفاده می‌شود.
در صنعت آرایشی و بهداشتی نیز از سیلیس رسوبی برای افزایش غلظت محصولات استفاده می‌شود. در واقع، این ماده به خمیردندان و کرم‌های مختلف، حالت خمیری مطلوب می‌بخشد.
مات کننده (Matting):
در بسیاری از کاربردها، براقیت سطح یک مشکل اساسی به حساب می‌آید، مانند سطوح داخلی خودرو، کف‌پوش‌ها، رنگ‌های دکوراتیو و برخی تجهیزات و ماشین‌آلات صنعتی. خوشبختانه، از بین بردن این براقیت که در اثر انعکاس نور از سطح ایجاد می‌شود، راه حل مناسبی دارد و آن استفاده از سیلیس رسوبی است. زیرا این ماده باعث ایجاد ناهمواری سطحی نامشهود در سطح می‌شود که با حفظ یکدست بودن و صاف بودن سطح، با پخش کردن نور، خاصیت مات‌کنندگی (Matting) ایجاد می‌کند. در واقع، سیلیس رسوبی به ما یک پوشش با سطح بسیار صاف (Smooth) و در عین حال مات می‌دهد.
آنتی کیکینگ (Anti-caking):
هنگامی که در صنعت با پودر سروکار داریم، مانند خوراک دام و طیور، مواد غذایی، کود و سم‌های شیمیایی، با یک مشکل اساسی روبرو هستیم و آن، کلوخه شدن (Agglomeration) ذرات است که مشکلات ثانویه زیادی، به‌ویژه در نگهداری و انتقال این مواد ایجاد می‌کند. این مشکل به دلیل حضور رطوبت و یا مواد چرب و روغنی ایجاد می‌شود. در این جا است که سیلیس رسوبی به دلیل داشتن خاصیت جذب آب و جذب روغن بسیار بالا، پا به میدان می‌گذارد و با ترکیب شدن با درصدهای بسیار پایین با این مواد، باعث رفع این مشکل می‌شود. مهم‌ترین نکته این است که سیلیس رسوبی در مقادیر ناچیز هیچ مشکلی نه برای حیوانات و نه برای انسان‌ها ایجاد نمی‌کند. خاصیت ضدکلوخگی (Anti-caking) یکی از کاربردهای ویژه سیلیس رسوبی در صنایع مختلف به شمار می‌رود.
حامل مایعات (Liquid Carrier):
مایعات به دلیل توانایی تطبیق با شکل ظرف و همچنین فرار بودنشان، در برخی صنایع مشکلات زیادی ایجاد می‌کنند. همچنین نگهداری و حمل و نقل مایعات، به‌ویژه مواد فرار، دردسرهای خاص خود را دارد. خوشبختانه، سیلیس رسوبی به دلیل سطح ویژه بسیار بالایی که دارد، می‌تواند درصدهای بسیار بالایی، حتی چندین برابر وزن خود مایعات را در خود نگه دارد و شکل پودری خود را از دست ندهد. این یک مزیت بسیار ارزشمند برای برخی تولیدکنندگان است که به عنوان "حامل مایعات (Liquid Carrier)" شناخته می‌شود. یکی از این کاربردها در داروها است که به شرکت‌ها امکان می‌دهد مایعاتی را که به عنوان دارو یا تقویت‌کننده مثلاً به جوجه‌های پرندگان داده می‌شود، به صورت پودر درآورده و استفاده کنند و همچنین توزیع آنها را در مواد پودری به صورت یکنواخت انجام دهند.
آنتی بلاک (Anti-block):
فیلم‌های پلیمری به شکل‌های مختلف، از بسته‌بندی محصولات گرفته تا فیلم‌های گلخانه‌ای و پاکت فریزر و کیسه‌های پلاستیکی، به طور گسترده مورد استفاده قرار می‌گیرند. یکی از مشکلات اساسی تولید این محصولات، چسبندگی یا به اصطلاح بلاکینگ (blocking) این لایه‌های نازک و عمدتاً شفاف روی یکدیگر است. دلیل اصلی این چسبندگی، صاف بودن سطح لایه‌های پلیمری در ابعاد مولکولی است. با استفاده از سیلیس رسوبی، ناهمواری‌های میکروسکوپی در سطح فیلم‌های پلیمری ایجاد می‌شود که با چشم دیده نمی‌شوند، اما از چسبندگی این لایه‌ها، به‌ویژه در دماهای بالای تولید، جلوگیری می‌کنند. نکته مهم دیگر استفاده از سیلیس رسوبی این است که علاوه بر قابلیت پخش شدن بالا در پلیمر، مشکلی در شفافیت این لایه‌ها ایجاد نمی‌کند و نامریی هستند. به این خاصیت بسیار مهم سیلیس رسوبی، "آنتی بلاکینگ (Antiblocking)" گفته می‌شود

## شرکت‌های سازنده
- ایوانیک Evonik
- گریس Grace
- پی پی جی PPG Silica
- رایان پودر Rayan Powder Pioneer